# Kansrekening
Kansrekening of waarschijnlijkheidsrekening, ook wel kansberekening, is een tak van de wiskunde die zich bezighoudt met situaties waarin het toeval een rol speelt, met als gevolg dat er geen zekerheid is over allerlei uitkomsten. De kansrekening tracht mathematische hulpmiddelen aan te reiken aan een zeer breed scala van maatschappelijke activiteiten en wetenschappen, om binnen een omgeving met onzekerheden toch gefundeerde keuzes te kunnen maken of conclusies te kunnen trekken. Als zodanig is kansrekening een belangrijk hulpmiddel in de statistiek. Inmiddels is kansrekening een sterk ontwikkelde tak van de wiskunde, met een groot aantal deelgebieden.
Het definitiekader wordt aangegeven door de axioma's van de kansrekening.
Kernbegrippen binnen de kansrekening zijn de stochastische variabele en de direct daarmee samenhangende kansverdeling. Andere belangrijke begrippen binnen de kansrekening en statistiek zijn verwachting en variantie.
Kansrekening is een belangrijk hulpmiddel in steekproeftheorie, statistiek en informatietheorie, met toepassingen in onder andere de natuurkunde, biologie, sociologie, psychologie en economie.
Verdere achtergrond en onderbouwing van de axioma's van de kansrekening wordt gegeven in de maattheorie, die zich bezighoudt met het begrip 'maat', dat behalve in de kansrekening ook wordt toegepast in de integraalrekening.
De bayesiaanse kansrekening is een deelgebied van de kansrekening.

## Geschiedenis
De geschiedenis van de kansrekening is in de wereld om het dobbelen en kaarten begonnen, maar heeft zich later ontwikkeld vanuit de maatschappelijke behoefte om zo effectief mogelijk met onzekerheden om te gaan. 

## Theorie
In een situatie waarin het toeval een rol speelt is tevoren vaak niet bekend wat de uitkomst van een waarneming of meting is. Wel kan meestal worden aangegeven wat de mogelijke uitkomsten zijn. Welk ogenaantal boven zal komen bij een worp met een dobbelsteen weten we tevoren niet, dat is ook juist de bedoeling, maar we weten wel dat de mogelijkheden 1 tot en met 6 zijn. De verzameling van de mogelijke uitkomsten van zo'n kansexperiment wordt de uitkomstenruimte of uitkomstenverzameling genoemd en meestal met {\displaystyle \Omega } aangeduid. Behalve de vraag welke uitkomst de worp met de dobbelsteen heeft, kunnen ook vragen worden gesteld als "Is de uitkomst een even ogenaantal?" of "Heb je meer dan 4 gegooid?" te beantwoorden. Deze vragen hebben betrekking op meer dan een uitkomst, de eerste op de uitkomsten 2, 4 en 6, en de tweede op de uitkomsten 5 en 6. Het resultaat 'even uitkomst' net zoals het resultaat 'meer ogen dan 4' wordt een gebeurtenis genoemd en voorgesteld door de deelverzamelingen {2, 4, 6} en {5,6} van de uitkomstenruimte. Omdat niet alle uitkomstenruimten zo eenvoudig zijn als bij de dobbelsteen, blijken niet altijd alle deelverzamelingen van een uitkomstenruimte als gebeurtenis mogelijk te zijn. Daarom wordt apart aangegeven wat de verzameling is van deelverzamelingen die wel 'geschikt' zijn als gebeurtenis. Om rekentechnische reden worden zekere eisen gesteld aan deze verzameling van gebeurtenissen. Is bij de dobbelsteen eenvoudig te zien hoe we het begrip 'kans' moeten introduceren, immers alle uitkomsten zullen gelijke kans van optreden hebben dus, omdat de totale kans op 1 is, kans 1/6 hebben. Het spreekt daarna voor zich hoe de kans op een gebeurtenis moet worden bepaald. Omdat uitkomstenruimten lang niet altijd zo eenvoudig zijn als bij de dobbelsteen en ook niet alle uitkomsten even waarschijnlijk hoeven te zijn, wordt het begrip kans axiomatisch ingevoerd. Daarvoor wordt het begrip relatieve frequentie als model gebruikt. De kans, aangeduid met {\displaystyle P} of {\displaystyle Pr}, zal aan een gebeurtenis {\displaystyle A} de kans van optreden {\displaystyle P(A)} toekennen volgens een drietal vastgestelde regels, die door de axioma's van de kansrekening worden gegeven. De begrippen: uitkomst, gebeurtenis en kans vormen de basis waarop de gehele kansrekening rust.

## Kansen
De kans dat een gebeurtenis optreedt wordt weergegeven met een getal in het interval [0, 1]. Bij een continue uniforme verdeling is de kans op elke afzonderlijke waarde 0. Een kans 0 betekent dus niet dat iets onmogelijk is. De kans op de logische negatie hiervan, de kans dat de uitkomst niet die bepaalde waarde is, is hierbij 1. Een kans 1 betekent dus niet dat iets zeker is. In de wiskunde wordt dit bijna zeker genoemd, zoiets als bijna overal, niet te verwarren met de alledaagse betekenis dat de kans bijna 1 is. Bij gemeten waarden is een en ander een theoretische kwestie, omdat oneindig nauwkeurig meten van een continue variabele niet mogelijk is.
Verder kan iets erg onwaarschijnlijk zijn, maar wel een kans groter dan 0 hebben, of erg waarschijnlijk zijn, maar wel een kans kleiner dan 1. Men kan zeggen dat morgen in ieder geval de zon weer op komt, maar wat als een extreem onwaarschijnlijke gebeurtenis de zon zou vernietigen? Wat als er een kernoorlog uit zou breken en de lucht eeuwenlang bedekt is met as en rook? Vaak ronden we dit soort kansen af op 0 of 1, vanwege het onwaarschijnlijke karakter ervan.
Er zijn echter situaties waarin zeer kleine kansen gemakkelijk een verkeerde indruk wekken. Het maakt verschil of de kans op een verkeersongeluk bij het oversteken van een weg 10−6 of 10−9 is, hoewel op het eerste gezicht het moeilijk is hier verschil tussen te ervaren. Als we 500.000 keer in ons leven een weg oversteken, dus dagelijks 20 à 30 keer, geeft een kans van 10−6 een redelijke kans van ongeveer 40% op een ongeluk, terwijl deze kans bij 10−9 alsnog verwaarloosbaar klein is, ongeveer 0,05%.
De grootte van kansen wordt voor een deel beredeneerd op basis van symmetrie, voor een deel berekend op basis van bekende kansen en voor een deel benaderd op basis van statistische gegevens over spontaan of bij experimenten voorgekomen gebeurtenissen. Voor zover dit alles niet mogelijk is, of als het om minder belangrijke zaken gaat, is er nog de mogelijkheid van subjectief inschatten.

## Kinderen
Kinderen vanaf vijf jaar kunnen ongeveer even goed kansen inschatten als volwassenen, maar net zoals bij volwassenen kunnen ze worden beïnvloed omdat ze bang zijn te verliezen, of als alles goed gaat, meer risico's gaan nemen. Het vermogen kansen in te schatten ontwikkelt zich bij mensen dus vroeg. Of deze eigenschap een selectief voordeel heeft, zoals Darwinisten aannemen, is nog niet bewezen en blijft speculatief.

## Begrippen en deelgebieden
- axioma's van de kansrekening
- convolutie
- covariantie
- gebeurtenis
- kansverdeling
  - discrete verdeling
    - poissonverdeling
    - binomiale verdeling

  - continue verdeling
    - normale verdeling
    - lognormale verdeling
    - t-verdeling
    - F-verdeling
    - chi-kwadraatverdeling
- onafhankelijke gebeurtenissen
- spreiding
- stochastische variabele
  - continue stochastische variabele
  - discrete stochastische variabele
  - onafhankelijkheid van stochastische variabelen
- variantie
- verwachting
- voorwaardelijke kans
- wetten van de grote aantallen
- wachtrijtheorie

algebra · lineaire algebra · meetkunde · goniometrie · rekenkunde · integraalrekening · getaltheorie · speltheorie · groepentheorie · verzamelingenleer · statistiek · kansrekening · topologie